# Гнездовка настоящая
Гнездо́вка настоя́щая (лат. Neóttia nídus-ávis) — многолетнее травянистое корневищное незелёное растение; вид рода Гнездовка семейства Орхидные.
Являясь микогетеротрофом, растение получает органические вещества от ассоциированных с ним грибов.

## Название
В России известны следующие народные названия растения: детская трава, приворотень, гнездовик, младенчица гнездичная. На Украине именуется зуби.
Видовое название лат. nidus-avis означает «птичье гнездо» и связано с гнездообразной формой корневища. С этим же связано и русское родовое название Гнездовка.

## Описание
Жёлто-бурое или бурое, почти лишённое хлорофилла растение с прямым одиночным стеблем и густым удлинённым соцветием; достигает в высоту 20–45 см. 
Корневища густо усажено толстыми радиально расходящимися и образующими скопление корнями, напоминающее гнездо.
Чешуевидные листья в количестве четырёх—шести прижаты к стеблю.
Кисть соцветия от 7 до 21 см длиной и 2–3,5 см шириной с голой осью, с линейно-ланцетными, заостренными прицветниками 4–8 мм длиной. Буроватые цветки размещены на коротких цветоножках, пахнут мёдом и активно посещаются насекомыми. Все пять листочков околоцветника имеют одинаковую форму —обратнояйцевидные или эллиптически-ромбические, тупые, 4–6 мм длиной, 3—4 (до 4,5) мм шириной; петалии чуть короче сепалий. Губа более тёмная, серовато-бурая, от основания до места разделения на сердцевидно-продолговатые, расходящиеся и закругленные на конце лопасти; от основания до места разделения на лопасти 4,5–6,5 мм длиной.
Гнездовка настоящая цветёт с мая по июль.
Число хромосом.  2n = 36.

## Распространение и экология
Встречается в большей части Европы (за исключением северных районов и Испании), на Кавказе, Малой Азии, Западной Сибири, а также в ряде иранских провинций.
Предпочитает тенистые хвойные и смешанные леса и заросли кустарника с обилием перегноя. Растёт на кислом гумусе или среди гниющих корней и пней.
Прорастание семян подземное с облигатным участием грибов. Корневище развивается медленно — на шестой год после прорастания семени имеет всего 4–5 междоузлий. Лишь на 9 – 10-й год формируется надземный генеративный побег, живущий около 2 месяцев.

## Практическое применение
В народной медицине применяются трава (стебли, листья, цветки) и корни растения. В измельчённом виде накладывается на гнойные раны или зубы при зубной боли.
Водный настой травы применяется при малярии, корней — как противоглистное средство.
Химический состав растения пока не изучен.